# Frumka Płotnicka
Frumka Płotnicka (11 de noviembre de 1914–3 de agosto de 1943) fue una resistente polaca durante la Segunda Guerra Mundial, una activista de la Organización de Combate Judía (ŻOB), y una miembro de la organización sionista laborista Dror. Fue una de las organizadoras de la autodefensa en el gueto de Varsovia, y una participante en las preparaciones militares para el levantamiento del gueto de Varsovia. Después del cierre del gueto, Płotnicka se trasladó a la cuenca de Dąbrowa al sur de Polonia. Debido al consejo de Mordechai Anielewicz, Płotnicka organizó una sección local de la ŻOB en Będzin con la participación activa de Józef y Bolesław Kożuch y también Cwi Brandes, y poco después ellos presenciaron los cierres mortales de los guetos Sosnowiec y Będzin por las autoridades alemanas.
Durante la acción final de deportación a principios de agosto de 1943, la ŻOB en Będzin montó un levantamiento contra los alemanes (como se hizo en el gueto cercano de Sosnowiec). El levantamiento de los guetos de Będzin y Sosnowiec duró siete días aunque las SS atravesaron la línea principal de defensa en cuestión de horas. Frumka Płotnicka murió el 3 de agosto de 1943 en un búnker en Będzin, luchando contra los alemanes. Recibió póstumamente la Orden de la Cruz de Grunwald del Comité Polaco de Liberación Nacional en abril de 1945.

## Biografía
Płotnicka nació en Płotnica, un pueblo cerca de Pińsk, que era parte de la recién renacida Polonia después de un siglo de las Particiones de Polonia. Se mudó a Varsovia para asumir un puesto en la sede de Dror que fue fundada en tierra polaca en 1915 durante la guerra con el Imperio ruso.
Tras la invasión de Polonia por Alemania nazi y la Unión Soviética en 1939, Płotnicka realizó actividades clandestinas como líder del movimiento juvenil de HeHalutz. Usando identidades falsas y disfraces faciales, viajó a través del territorio nazi entre los guetos judíos en la zona ocupada de Polonia. Presenció los trenes del Holocausto que salían de las estaciones a los campos de exterminio durante el genocidio de judíos que es conocido como la “solución final”. Transmitió los informes de los cierres mortales de tantos guetos que comenzó a llamarse “sepulturera”. Como mensajera (“kashariyot”), entregó las armas ligeras que fueron obtenidas por la resistencia del gueto de Varsovia, y también los planos para la fabricación de los cócteles Molotov y granadas de mano, hechos por la sede. Entre las comunidades judías que ella visitó, Płotnicka fue referida como “Die Mameh”, yidis para “mamá”.

Los judíos se congregaban alrededor de ella desde todos los partes. Uno le preguntaba si él debía regresar a casa, o continuar al este a las provincias soviéticas. Otro venía para obtener comida caliente o el pan para su esposa y sus hijos. La llamaban “Die Mameh”, y ciertamente era una madre dedicada a todos. — Zivia Lubetkin

Después de la Grossaktion en septiembre de 1942, Płotnicka fue mandada de Varsovia a Będzin al suroeste ocupado de Polonia por la ŻOB para apoyar la organización de autodefensa que estaba allí. Las semillas de la ŻOB fueron plantadas en el gueto de Varsovia sólo dos meses antes, cuando las SS, encabezadas por Hermann Höfle, comenzaron los acopios de los judíos con el objetivo de deportar a 254,000 prisioneros al campo de extermino recién construido de Treblinka. Płotnicka fue la primera mensajera en el gueto de Varsovia en contrabandear las armas de la parte nazi de la ciudad, con el uso de sacos de papas.

### Levantamiento del gueto de Będzin
En el gueto de Będzin, la sección clandestina judía fue formada en 1941. El gueto nunca estuvo rodeado con muros, aunque fue bien resguardado por la policía alemana y judía. En marzo de 1941, había 25,171 judíos en Będzin; este número aumentó a 27,000 después de la expulsión de la comunidad judía de Oświęncim, donde se creó el campo de concentración Birkenau. En mayo de 1943, las deportaciones a Auschwitz comenzaron con la primera transportación de 3,200 judíos de Będzin que fueron cargados en las zonas de cargo de trenes conocidas como Umschlagplatz. Debido al consejo de Mordechai Anielewicz, que se quedó en Dąbrowa a mediados de 1942, Płotnicka, Brandes y los hermanos Kożuch organizaron una sección local de ŻOB. El 3 de agosto de 1943, durante la acción final de deportación, los miembros lanzaron un levantamiento que duró siete días. Płotnicka fue asesinada en un búnker en la calle Podsiadły el mismo día. Una placa de sienita grabada, y ubicada en el cruce de las calles Niska y DuBois en Varsovia, fue dedicada en su memoria. Płotnicka fue registrada como víctima del Holocausto en 1957 por Yad Vashem.